# Енн-Маргрет
Енн-Маргрет Ульссон (англ. Ann-Margret Olsson; нар. 28 квітня 1941, Валшебюн, Ємтланд, Швеція) — американська акторка, співачка і танцюристка шведського походження. Лауреатка премій Золотий глобус та Еммі. Удостоєна зірки на Голлівудській алеї слави.

## Життєпис
Енн-Маргрет Ульссон народилася 28 квітня 1941 року у Валшебюн, комуна Кроком, Ємтланд, Швеція, де провела перші п'ять років життя. Ще 1941 року батько переїхав до США, маючи наміри перевести всю родину, але Друга світова війна порушила його плани. Лише 29 листопада 1946 року Енн-Маргрет з матір'ю приїхали до Нью-Йорка. Їй було тоді 5 років і вона не говорила англійською. 1946 року сім'я оселилася у Фокс-Лійці, 1948 року переїхала до Вілметт. 1949 року Енн-Маргрет стала натуралізованою громадянкою США.
1950 року Енн-Маргрет почала займатися танцями в місцевій студії, 1954 року, у 13 років, стала чирлідеркою в школі Вілметта, продовживши ці заняття і в старшій школі Нью-Трір у Віннеткі. У підлітковому віці Енн-Маргрет брала участь у кількох телевізійних конкурсах талантів спочатку на місцевому каналі, а потім і на національному телебаченні. Також вона брала участь у шкільних театральних постановках і конкурсах виконавців. Енн-Маргрет закінчила школу в червні 1959 року і того ж літа вирушила в тур, організований ООН для підтримки американських військ у Німеччині.

## Акторська кар'єра
1961 року Ульссон підписала контракт зі студією 20th Century Fox і того ж року дебютувала у фільмі «Пригорща чудес». За виконання ролі у цьому фільмі Ульссон отримала премію «Золотий глобус» у номінації «Нова „Зірка року“ — акторка». Наступного року зіграла роль «поганої дівчини» у фільмі «Ярмарок штату». Наступна головна роль підлітки у фільмі «Бувай, пташко» перетворила Ульссон на зірку і принесла номінацію на премію «Золотий глобус» за найкращу жіночу роль — комедія або мюзикл.
Під час зйомок фільму «Жив-був злодій» (1965) Ульссон познайомилася з актором Роджером Смітом, який надалі став її менеджером і з яким перебувала у шлюбі з 1967 по 2017 роки.
1966 року Енн-Маргрет з акторською групою взяла участь в турне для підтримки американських військових у В'єтнамі.
Після трирічної перерви, пов'язаної з музичними виступами наживо, 1970 року Ульссон повернулася до акторської діяльності. 1971 року за роль у фільмі «Пізнання плоті» вона отримала номінацію на «Оскар» і завоювала «Золотий глобус» за найкращу жіночу роль другого плану.
1973 року отримала зірку на Голлівудській алеї слави.
Впродовж 1970-х років Ульссон чергувала зйомки у фільмах з музичними виступами. За роль у мюзиклі «Томмі» (1975) вона знов була номінована на «Оскар» і завоювала «Золотий глобус» за найкращу жіночу роль — комедія або мюзикл.
Продовжуючи зніматися у кіно, брала участь і в телефільмах. За ролі у телефільмах «Хто любитиме моїх дітей?» (1983) і «Трамвай „Бажання“» (1984), отримала дві премії «Золотий глобус». 1998 року була знов номінована на «Золотий глобус» за телефільм «Історія Памели Геррімен».
Акторська кар'єра Енн-Маргрет Ульссон тривала і далі впродовж 2000 — 2010-х років.

## Фільмографія
- Метод Комінськи (2018) — Даяна
- Красиво піти (2017) — Енні

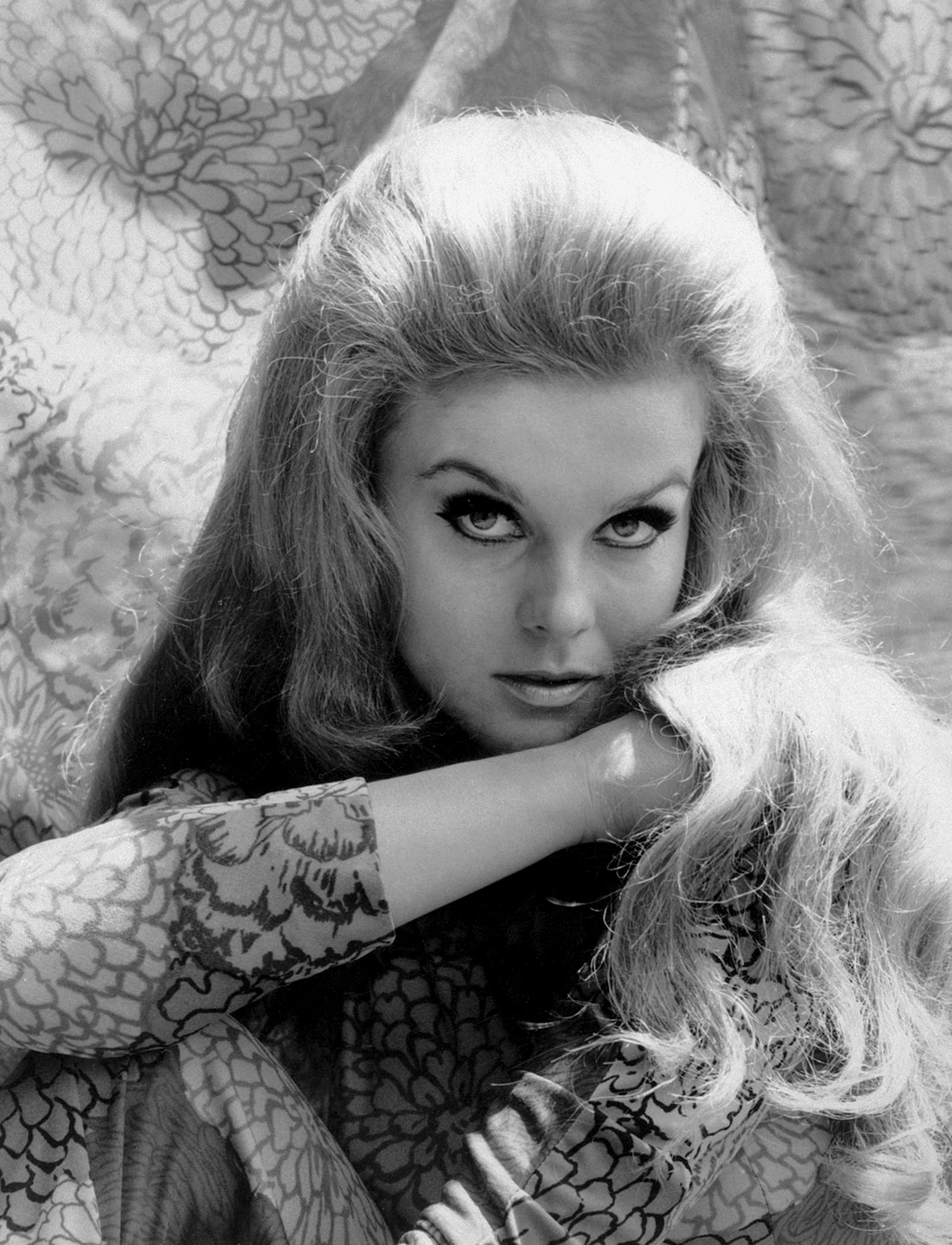
Телезйомка, 1968 рік

- Такі собі канікули (2009) — Марта
- Пропажа алмазу «Сльоза» (2008) — Корнелія
- Пам'ять (2006) — Керол Гарґвей
- Санта Клаус 3 (2006) — Сільвія Ньюман
- Розлучення по-американськи (2006) — Венді Маєрс
- Нью-йоркське таксі (2004) — мама Вашберна
- Траса 60 (2002) — місіс Джеймс
- Останній продюсер (2000) — Міра Векслер
- Щонеділі (1999) — Маргарет Пагніаччі
- Десяте королівство (1999) — Попелюшка
- Старі буркуни розбушувалися (1995) — Еріел Гюставсон
- Старі буркуни (1993) — Еріел Трюакс
- Нічиї діти (1993) — Керол Стівенс
- Продавці новин (1992) — Медда Ларксон
- Нове життя (1988) — Джеккі Джардіно
- Історія з тигром (1987) — Роуз Баттс
- Великий улов (1986) — Барбара Мітчелл
- Двічі в житті (1985) — Одрі Мінеллі
- Повернення солдата (1982) — Дженні Балдрі
- У пошуках виходу (1982) — Петті Ворнер
- Я повинна зніматися в кіно (1982) — Стеффі Блонделл
- Божевільний середній вік (1980) — Сью Енн Барнетт
- Кактус Джек (1979) — Чермінг Джонс
- Магія (1978) — Пеггі Енн Сноу
- Джозеф Ендрюс (1977) — леді Буди по кличці Белль
- Томмі (1975) — Нора Волкер Гоббс
- Грабіжники поїздів (1973) — місіс Лоу
- Чоловік помер (1972) — Ненсі Робсон
- Пізнання плоті (1971) — Боббі
- Революція за хвилину (1970) — Рода
- Тигр (1967) — Кароліна
- Диліжанс (1966) — Даллас
- Зроблено в Парижі (1966) — Меггі Скотт
- Малюк Цинциннаті (1965) — Мельба
- Жив-був злодій (1965) — Крістін Педак
- Хай живе Лас-Вегас! (1964) — Расті Мартін
- Бувай, пташко[en] (1963) — Кім МакЕфі
- Ярмарок штату[en] (1962) — Емілі Портер
- Пригорща чудес[en] (1961) — Луїз

## Телебачення

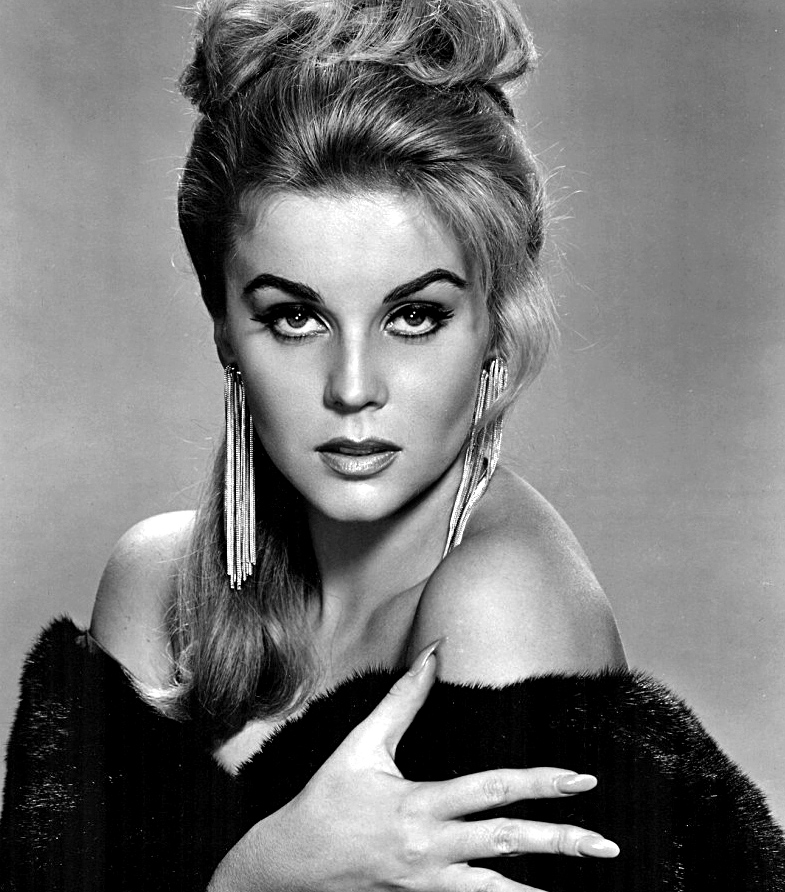
1960-ті роки

- Місце, назване домом (2004) — Тула Джитерс
- Мерилін Монро (2001) — Делла Монро
- Десяте королівство (2000) — Попелюшка
- Історія Памели Геррімен (1998) — Памела Геррімен
- Скарлетт (1995) — Белла Вотлінг
- Безпритульні діти (1994) — Керол Стівенс
- Королева: Історія американської сім'ї (1993) — Саллі Джексон
- Наші сини (1991) — Лойнн Барнес
- Дві місіс Гренвілл (1987) — Енн Арден Гренвілл
- Трамвай «Бажання» (1984) — Бланш ДуБуа
- Хто любитиме моїх дітей? (1983) — Люсіль Фрей

## Дискографія

### Пісні
- I Just don't Understand (1961) США #17
- It Do Me So Good (1961) США #97
- What Am I Supposed To Do (1962) США #85
- Sleep In The Grass (1969) США #113 (Киплячому Under Chart)
- Love Rush (1979) США #8 (Club Play Chart)
- Midnight Message (1980) США #12 (Club Play Chart)

### Альбоми
- And Here She Is…Ann-Margret (1961)
- One the Way Up (1962)
- The Vivacious One (1962)
- Bachelor's Paradise (1963)
- Beauty and the Beard (1964) (з Олом Гіртом) США #83
- David Merrick Presents Hits from His Broadway Hits (1964) (з Девідом Мэрриком) США #141
- Songs from «The Swinger» (1966)
- The Cowboy and the Lady (1969) (c Чи Хезелвудом)
- Ann-Margret (1979)
- God Is Love: The Gospel Sessions (2001)
- Ann-Margret's Christmas Carol Collection (2004)
- Love Rush (2007)
- Everybody Needs Somebody Sometimes (2007)

### Саундтреки
- State Fair (1962) США #12
- Bye Bye Birdie (1963) США #2
- The Pleasure Seekers (1965)
- Tommy (1975) США #2
- Newsies (1992) США #149

## Нагороди та номінації
| Нагороди та номінації          | Нагороди та номінації | Нагороди та номінації                                            | Нагороди та номінації               | Нагороди та номінації |
| Нагорода                       | Рік                   | Категорія                                                        | Робота                              | Результат             |
| ------------------------------ | --------------------- | ---------------------------------------------------------------- | ----------------------------------- | --------------------- |
| «Оскар»                        | 1972                  | Найкраща жіноча роль другого плану                               | Пізнання плоті                      | Номінація             |
| «Оскар»                        | 1976                  | Найкраща жіноча роль другого плану                               | Томмі                               | Номінація             |
| «Золотий Глобус»               | 1962                  | Найкращий дебют акторки                                          | Пригорща чудес                      | Перемога              |
| «Золотий Глобус»               | 1964                  | Найкраща жіноча роль — комедія або мюзикл                        | Поки, пташка                        | Номінація             |
| «Золотий Глобус»               | 1972                  | Найкраща жіноча роль другого плану — Кінофільм                   | Пізнання плоті                      | Перемога              |
| «Золотий Глобус»               | 1976                  | Найкраща жіноча роль другого плану — Кінофільм                   | Томмі                               | Перемога              |
| «Золотий Глобус»               | 1978                  | Найкраща жіноча роль другого плану — Кінофільм                   | Джозеф Ендрюс                       | Номінація             |
| «Золотий Глобус»               | 1984                  | Найкраща жіноча роль у міні-серіалі або телефільмі               | Хто буде любити моїх дітей?         | Перемога              |
| «Золотий Глобус»               | 1985                  | Найкраща жіноча роль у міні-серіалі або телефільмі               | Трамвай «Бажання»                   | Перемога              |
| «Золотий Глобус»               | 1988                  | Найкраща жіноча роль у міні-серіалі або телефільмі               | Дві місіс Гренвилль                 | Номінація             |
| «Золотий Глобус»               | 1994                  | Найкраща жіноча роль другого плану в міні-серіалі або телефільмі | Куїн                                | Номінація             |
| «Золотий Глобус»               | 1999                  | Найкраща жіноча роль у міні-серіалі або телефільмі               | Історія Памели Хэрримэн             | Номінація             |
| «Еммі»                         | 1983                  | Найкраща жіноча роль у міні-серіалі                              | Хто любитиме моїх дітей?            | Номінація             |
| «Еммі»                         | 1984                  | Найкраща жіноча роль у міні-серіалі                              | Трамвай «Бажання»                   | Номінація             |
| «Еммі»                         | 1987                  | Найкраща жіноча роль у міні-серіалі                              | Дві місіс Гренвилль                 | Номінація             |
| «Еммі»                         | 1993                  | Найкраща жіноча роль другого плану в міні-серіалі                | Куїн                                | Номінація             |
| «Еммі»                         | 1999                  | Найкраща жіноча роль у міні-серіалі або телефільмі               | Історія Памели Хэрримэн             | Номінація             |
| «Еммі»                         | 2010                  | Найкраща запрошена акторка в драматичному серіалі                | Закон і порядок: Спеціальний корпус | Перемога              |
| «Сатурн»                       | 1979                  | Найкраща жіноча роль                                             | Магія                               | Номінація             |
| Премія Гільдії кіноакторів США | 1999                  | Найкраща жіноча роль у телефільмі або міні-серіалі               | Історія Памели Хэрримэн             | Номінація             |